# Иван Драгоев (политик)
Вижте пояснителната страница за други личности с името Иван Драгоев.
Иван Драгоев Пенев е български юрист и политик от БКП.

## Биография
Иван Драгоев е роден на 31 декември 1912 г. в шуменското село Ивански. От 1929 г. активно се занимава с разпространяването на комунистическите идеи, като води маркистки кръжоци. Учи право и ръководи БОНСС-ва група в Софийския университет. Поради това е изключен от университета. От 1942 г. е член на БКП. След 9 септември 1944 г. е заместник-министър на земеделието. Бил е първи секретар на Окръжния комитет на БКП в Шумен, както и председател на ИК на Окръжния народен съвет в Шумен. От 1965 г. е завеждащ отдел „Административен“ при ЦК на БКП. От 1962 до 1966 г. е кандидат-член на ЦК на БКП, а от 1966 до 1990 е член на ЦК на БКП. В Седмото народно събрание е член на Ръководния комитет на българската интерпарламентарна група.